# Couratari scottmorii
Couratari scottmorii là một loài thực vật có hoa trong họ Lecythidaceae. Loài này được Prance mô tả khoa học đầu tiên năm 1981.